# Dan Patrick (Politiker)
Dan Goeb Patrick (* 4. April 1950 in Baltimore, Maryland) ist ein US-amerikanischer Politiker. Seit Januar 2015 ist er Vizegouverneur des Bundesstaates Texas.

## Biografie
Dan Patrick wurde als Dannie Scott Goeb geboren. Später änderte er seinen Nachnamen in Patrick. Er studierte an der University of Maryland und arbeitete danach in der TV-Branche in Scranton (Pennsylvania) sowie in Washington, D.C. Danach war er in Houston bei einem Fernsehsender als Sportreporter tätig. Anfang der 1980er Jahre war er an fünf Bars beteiligt, die alle in Insolvenz gingen und Patrick in den Privatbankrott trieben, wovon er sich nur langsam erholte. Er blieb im Unterhaltungsgeschäft und erwarb im Jahr 2006 einen Radiosender. Bis heute ist er Gastgeber einer Radiotalkshow. Im Jahr 2008 produzierte er den Dokumentarfilm The Heart of Texas. Politisch schloss er sich der Republikanischen Partei an. Zwischen 2007 und 2015 saß er im Senat von Texas, in dem er Mitglied in sechs Ausschüssen und drei Unterausschüssen war.
2014 wurde Patrick an der Seite von Greg Abbott zum Vizegouverneur von Texas gewählt. Bei den Vorwahlen der Republikaner setzte er sich dabei gegen Amtsinhaber David Dewhurst durch. Im November des Jahres siegte er über die Demokratin Leticia van de Putte mit 58 % der Stimmen. Am 20. Januar 2015 wurde Patrick als Vizegouverneur vereidigt. Dabei ist er Stellvertreter des Gouverneurs und Vorsitzender des Staatssenats.
Während des Präsidentschaftswahlkampfs 2016 unterstützte er in den republikanischen Vorwahlen den texanischen Senator Ted Cruz, der später allerdings Donald Trump unterlag.
Patrick, der aufgrund seines Alters selbst zu den Risikogruppen gehörte, vertrat im Rahmen der COVID-19-Pandemie Ende März 2020 die Position, dass er und andere Großeltern bereit seien, sich trotz der Gefahr einer Ausweitung der Pandemie gegen einen Shutdown der Landes und der Wirtschaft zu entscheiden. Für ihn selbst gebe es Schlimmeres, als in Kürze zu sterben. Diese Position wurde vielfach als abstoßend und zynisch kritisiert.